# Миклошко, Людек
Лю́дек (Лю́до) Микло́шко (чеш. Luděk "Ludo" Mikloško; 9 декабря 1961, Простеёв, Чехословакия) — чешский футболист, вратарь. Известен своими выступлениями за «Вест Хэм Юнайтед» и сборную Чехословакии. Участник чемпионата мира 1990 года. Лучший игрок «Вест Хэм Юнайтед» 1991 года. Первый чешский футболист в Англии.

## Биография

### Клубная карьера
Людек Миклошко начал свою футбольную карьеру в своей родной Чехословакии в клубе «Баник» из города Острава. В основной состав клуба его перевели в сезоне 1979/80, в том сезоне клуб занял первое место в чемпионате Чехословакии, однако Миклошко так и не провёл ни одного матча.
Следующие два сезона Людек Миклошко провёл в составе клуба «Руда Гвезда», в котором за два сезона сыграл 23 матча. После чего вернулся в состав «Баника».
В «Банике» Людек выступал до февраля 1990 года, за это время он провёл 211 матчей за клуб в чемпионате Чехословакии, после чего за 260 тысяч фунтов стерлингов был продан в клуб второго дивизиона Футбольной лиги «Вест Хэм Юнайтед».
На «Аптон Парк» Миклошко сразу стал основным голкипером. Второй сезон в составе клуба стал самым успешным в карьере Миклошко, сначала он помог клубу выйти в первый дивизион Футбольной лиги, отыграв без замен все 46 матчей, а в конце сезона он получил награду «Молоток года», которую вручают лучшему игроку года в составе «Вест Хэма». Всего за «молотобойцев» Миклошко сыграл 375 матчей.
14 мая 1995 года в последнем туре чемпионата 1994/95 Миклошко сыграл один из самых знаменитых матчей в своей карьере. «Вест Хэм», уже решивший все свои задачи, принимал на своём поле «Манчестер Юнайтед», которому для чемпионства нужна была победа. Однако благодаря игре Миклошко, который был назван игроком матча, «Вест Хэм» сыграл матч вничью 1:1, что не позволило манкунианцам выиграть третье чемпионство подряд.
В 1998 году Людек покинул «Вест Хэм» и перешёл в «Куинз Парк Рейнджерс», но за три сезона провёл всего 57 матчей. В 2001 году в возрасте 40 лет Людек завершил свою карьеру из-за травмы, полученной в одном из матчей.

### Карьера в сборной
В национальной сборной Чехословакии Людек дебютировал в 1982 году, всего в сборной Чехословакии Миклошко провёл 40 матчей, он был так же участником чемпионата мира 1990 года. Его сборная дошла до четвертьфинала, где уступила будущим чемпионам мира сборной Германии со счётом 1:0. На чемпионате мира Людек не выходил на поле, так как был лишь вторым вратарём сборной.
Миклошко также сыграл два матча за сборную Чехии.

### Тренерская карьера
Сразу после окончания карьеры в 2001 году Людек Миклошко стал тренером вратарей в «Вест Хэм Юнайтед». Он проработал в этой должности до марта 2010 года, после чего покинул клуб.

## Достижения

### Командные
«Баник» (Острава)
- Чемпион Чехословакии: 1980
- Серебряный призёр чемпионата Чехословакии (3): 1983, 1989, 1990
- Обладатель Кубка Митропы: 1988/89
- Обладатель Суперкубка Митропы: 1989

 «Вест Хэм Юнайтед»
- Серебряный призёр первого дивизиона Футбольной лиги: 1993
- Серебряный призёр второго дивизиона Футбольной лиги: 1991

### Личные
- Футболист года в «Вест Хэм Юнайтед»: 1991

## Клубная статистика
| Клуб                 | Сезон            | Чемпионат Англии | Чемпионат Англии | Кубок Англии | Кубок Англии | Кубок Лиги | Кубок Лиги | Другие | Другие | Итого | Итого |
| Клуб                 | Сезон            | Игры             | Голы             | Игры         | Голы         | Игры       | Голы       | Игры   | Голы   | Игры  | Голы  |
| -------------------- | ---------------- | ---------------- | ---------------- | ------------ | ------------ | ---------- | ---------- | ------ | ------ | ----- | ----- |
| Вест Хэм Юнайтед     | 1989/90          | 18               | -22              | 0            | 0            | 1          | 0          | 0      | 0      | 19    | -22   |
| Вест Хэм Юнайтед     | 1990/91          | 46               | -34              | 7            | -7           | 3          | -3         | 0      | 0      | 56    | -44   |
| Вест Хэм Юнайтед     | 1991/92          | 36               | -52              | 3            | -3           | 4          | -3         | 5      | -10    | 48    | -68   |
| Вест Хэм Юнайтед     | 1992/93          | 46               | -41              | 2            | -4           | 2          | -2         | 5      | -2     | 55    | -49   |
| Вест Хэм Юнайтед     | 1993/94          | 42               | -56              | 6            | -5           | 3          | -3         | 0      | 0      | 51    | 0     |
| Вест Хэм Юнайтед     | 1994/95          | 42               | -48              | 2            | -1           | 4          | -5         | 0      | 0      | 48    | -54   |
| Вест Хэм Юнайтед     | 1995/96          | 36               | -47              | 3            | -4           | 3          | -2         | 0      | 0      | 42    | -53   |
| Вест Хэм Юнайтед     | 1996/97          | 36               | -46              | 2            | -2           | 3          | -4         | 0      | 0      | 41    | -52   |
| Вест Хэм Юнайтед     | 1997/98          | 13               | -23              | 0            | 0            | 2          | -1         | 0      | 0      | 15    | -24   |
| Вест Хэм Юнайтед     | Итого            | 315              | -369             | 25           | -26          | 25         | -23        | 10     | -12    | 375   | -430  |
| Куинз Парк Рейнджерс | 1998/99          | 31               | -?               | 1            | -1           | ?          | -?         | 0      | 0      | 32+   | -1+   |
| Куинз Парк Рейнджерс | 1999/00          | 9                | -?               | 2            | -2           | ?          | -?         | 0      | 0      | 11+   | -2+   |
| Куинз Парк Рейнджерс | 2000/01          | 17               | -?               | 3            | -10          | ?          | -?         | 0      | 0      | 20+   | -10+  |
| Куинз Парк Рейнджерс | Итого            | 57               | -?               | 6            | -13          | 2          | -?         | 0      | 0      | 65    | -13+  |
| Всего за карьеру     | Всего за карьеру | 372              | -369+            | 31           | -39          | 27         | -23+       | 10     | -12    | 440   | -446+ |

## Международная статистика
| Матчи и пропущенные голы Людека Миклошко за сборную Чехословакии | Матчи и пропущенные голы Людека Миклошко за сборную Чехословакии | Матчи и пропущенные голы Людека Миклошко за сборную Чехословакии | Матчи и пропущенные голы Людека Миклошко за сборную Чехословакии | Матчи и пропущенные голы Людека Миклошко за сборную Чехословакии | Матчи и пропущенные голы Людека Миклошко за сборную Чехословакии | Матчи и пропущенные голы Людека Миклошко за сборную Чехословакии |
| ---------------------------------------------------------------- | ---------------------------------------------------------------- | ---------------------------------------------------------------- | ---------------------------------------------------------------- | ---------------------------------------------------------------- | ---------------------------------------------------------------- | ---------------------------------------------------------------- |
| №                                                                | Дата                                                             | Место проведения                                                 | Оппонент                                                         | Счёт                                                             | Пропущенные голы                                                 | Турнир                                                           |
| 1                                                                | 27 октября 1982                                                  | Копенгаген                                                       | Дания                                                            | 3:1                                                              | 1                                                                | Товарищеский матч                                                |
| 2                                                                | 13 ноября 1982                                                   | Милан                                                            | Италия                                                           | 2:2                                                              | 2                                                                | Отборочный матч к ЧЕ 1984                                        |
| 3                                                                | 21 сентября 1983                                                 | Стокгольм                                                        | Швеция                                                           | 0:1                                                              | 1                                                                | Отборочный матч к ЧЕ 1984                                        |
| 4                                                                | 28 марта 1984                                                    | Эрфурт                                                           | ГДР                                                              | 1:2                                                              | 2                                                                | Товарищеский матч                                                |
| 5                                                                | 7 апреля 1984                                                    | Верона                                                           | Италия                                                           | 1:1                                                              | 1                                                                | Товарищеский матч                                                |
| 6                                                                | 16 мая 1984                                                      | Прага                                                            | Дания                                                            | 1:0                                                              | -                                                                | Товарищеский матч                                                |
| 7                                                                | 14 октября 1984                                                  | Порту                                                            | Португалия                                                       | 1:2                                                              | 2                                                                | Отборочный матч к ЧМ 1986                                        |
| 8                                                                | 31 октября 1984                                                  | Прага                                                            | Мальта                                                           | 4:0                                                              | -                                                                | Отборочный матч к ЧМ 1986                                        |
| 9                                                                | 5 июня 1985                                                      | Стокгольм                                                        | Швеция                                                           | 0:2                                                              | 2                                                                | Отборочный матч к ЧМ 1986                                        |
| 10                                                               | 4 сентября 1985                                                  | Брно                                                             | Польша                                                           | 3:1                                                              | 1                                                                | Товарищеский матч                                                |
| 11                                                               | 25 сентября 1985                                                 | Прага                                                            | Португалия                                                       | 1:0                                                              | -                                                                | Отборочный матч к ЧМ 1986                                        |
| 12                                                               | 16 октября 1985                                                  | Прага                                                            | Швеция                                                           | 2:1                                                              | 1                                                                | Отборочный матч к ЧМ 1986                                        |
| 13                                                               | 17 ноября 1985                                                   | Мюнхен                                                           | ФРГ                                                              | 2:2                                                              | 2                                                                | Отборочный матч к ЧМ 1986                                        |
| 14                                                               | 23 апреля 1986                                                   | Нитра                                                            | ГДР                                                              | 2:0                                                              | -                                                                | Товарищеский матч                                                |
| 15                                                               | 27 мая 1986                                                      | Рейкьявик                                                        | Ирландия                                                         | 0:1                                                              | 1                                                                | Трёхсторонний турнир в Исландии                                  |
| 16                                                               | 29 мая 1986                                                      | Рейкьявик                                                        | Исландия                                                         | 2:1                                                              | -                                                                | Трёхсторонний турнир в Исландии                                  |
| 17                                                               | 3 августа 1986                                                   | Мельбурн                                                         | Австралия                                                        | 1:1                                                              | 1                                                                | Товарищеский матч                                                |
| 18                                                               | 10 августа 1986                                                  | Сидней                                                           | Австралия                                                        | 3:0                                                              | -                                                                | Товарищеский матч                                                |
| 19                                                               | 10 сентября 1986                                                 | Прага                                                            | Нидерланды                                                       | 1:0                                                              | -                                                                | Товарищеский матч                                                |
| 20                                                               | 15 октября 1986                                                  | Брно                                                             | Финляндия                                                        | 3:0                                                              | -                                                                | Отборочный матч к ЧЕ 1988                                        |
| 21                                                               | 12 ноября 1986                                                   | Братислава                                                       | Дания                                                            | 0:0                                                              | -                                                                | Отборочный матч к ЧЕ 1988                                        |
| 22                                                               | 25 марта 1987                                                    | Беллинцона                                                       | Швейцария                                                        | 2:1                                                              | 1                                                                | Товарищеский матч                                                |
| 23                                                               | 29 апреля 1987                                                   | Рексем                                                           | Уэльс                                                            | 1:1                                                              | 1                                                                | Отборочный матч к ЧЕ 1988                                        |
| 24                                                               | 3 июня 1987                                                      | Копенгаген                                                       | Дания                                                            | 1:1                                                              | 1                                                                | Отборочный матч к ЧЕ 1988                                        |
| 25                                                               | 9 сентября 1987                                                  | Хельсинки                                                        | Финляндия                                                        | 0:3                                                              | 3                                                                | Отборочный матч к ЧЕ 1988                                        |
| 26                                                               | 27 октября 1987                                                  | Братислава                                                       | Польша                                                           | 3:1                                                              | 1                                                                | Товарищеский матч                                                |
| 27                                                               | 11 ноября 1987                                                   | Прага                                                            | Уэльс                                                            | 2:0                                                              | -                                                                | Отборочный матч к ЧЕ 1988                                        |
| 28                                                               | 24 февраля 1988                                                  | Малага                                                           | Испания                                                          | 2:1                                                              | 1                                                                | Товарищеский матч                                                |
| 29                                                               | 23 марта 1988                                                    | София                                                            | Болгария                                                         | 0:2                                                              | 2                                                                | Товарищеский матч                                                |
| 30                                                               | 4 ноября 1988                                                    | Братислава                                                       | Норвегия                                                         | 3:2                                                              | 2                                                                | Товарищеский матч                                                |
| 31                                                               | 5 сентября 1989                                                  | Нитра                                                            | Румыния                                                          | 2:0                                                              | -                                                                | Товарищеский матч                                                |
| 32                                                               | 25 апреля 1990                                                   | Лондон                                                           | Англия                                                           | 2:4                                                              | 4                                                                | Товарищеский матч                                                |
| 33                                                               | 14 ноября 1990                                                   | Прага                                                            | Испания                                                          | 3:2                                                              | 2                                                                | Отборочный матч к ЧЕ 1992                                        |
| 34                                                               | 27 марта 1991                                                    | Оломоуц                                                          | Польша                                                           | 4:0                                                              | -                                                                | Товарищеский матч                                                |
| 35                                                               | 1 мая 1991                                                       | Тирана                                                           | Албания                                                          | 2:0                                                              | -                                                                | Отборочный матч к ЧЕ 1992                                        |
| 36                                                               | 5 июня 1991                                                      | Рейкьявик                                                        | Исландия                                                         | 1:0                                                              | -                                                                | Отборочный матч к ЧЕ 1992                                        |
| 37                                                               | 4 сентября 1991                                                  | Братислава                                                       | Франция                                                          | 1:2                                                              | 2                                                                | Отборочный матч к ЧЕ 1992                                        |
| 38                                                               | 16 октября 1991                                                  | Оломоуц                                                          | Албания                                                          | 2:1                                                              | 1                                                                | Отборочный матч к ЧЕ 1992                                        |
| 39                                                               | 18 декабря 1991                                                  | Гояния                                                           | Бразилия                                                         | 1:2                                                              | 2                                                                | Товарищеский матч                                                |
| 40                                                               | 25 марта 1992                                                    | Прага                                                            | Англия                                                           | 2:2                                                              | 2                                                                | Товарищеский матч                                                |

Итого: 40 матчей / 42 пропущенных гола; 22 победы, 8 ничьих, 10 поражений.
| Матчи и пропущенные голы Людека Миклошко за сборную Чехии | Матчи и пропущенные голы Людека Миклошко за сборную Чехии | Матчи и пропущенные голы Людека Миклошко за сборную Чехии | Матчи и пропущенные голы Людека Миклошко за сборную Чехии | Матчи и пропущенные голы Людека Миклошко за сборную Чехии | Матчи и пропущенные голы Людека Миклошко за сборную Чехии | Матчи и пропущенные голы Людека Миклошко за сборную Чехии |
| --------------------------------------------------------- | --------------------------------------------------------- | --------------------------------------------------------- | --------------------------------------------------------- | --------------------------------------------------------- | --------------------------------------------------------- | --------------------------------------------------------- |
| №                                                         | Дата                                                      | Место проведения                                          | Оппонент                                                  | Счёт                                                      | Пропущенные голы                                          | Турнир                                                    |
| 1                                                         | 11 декабря 1996                                           | Касабланка                                                | Нигерия                                                   | 2:1                                                       | 1                                                         | Кубок Хассана II 1996                                     |
| 2                                                         | 2 апреля 1997                                             | Прага                                                     | Югославия                                                 | 1:2                                                       | 2                                                         | Отборочный матч к ЧМ 1998                                 |

Итого: 2 матча / 3 пропущенных гола; 1 победа, 1 поражение.